# Академическая музыка XXI века
Академическая музыка XXI века — музыка, находящаяся в преемственном отношении к преобладающим академическим музыкальным направлениям конца XX века (прежде всего — авангардной и экспериментальной музыки, минимализма, постминимализма, постмодернизма), создаваемая в период с 2001 года.

## Общая характеристика
В целом, академическая музыка XXI века сохраняет тенденции последней четверти XX века, в том числе — направления полистилизма и эклектики, и зачастую включает элементы всех характерных музыкальных стилей вне зависимости от их принадлежности к академическому музыкальному искусству. Также академическая музыка (в первую очередь — западная) характеризуется ослаблением различий между музыкальными жанрами и отсутствием единого преобладающего направления. При этом важнейшими атрибутами академической (или «серьёзной», классической в широком смысле слова) музыки остаётся эстетическое (а не бытовое) предназначение, автономность (а не прикладной характер), концепционность содержания, основные жанровые типы — опера, симфония, концерт, крупные хоровые жанры, камерная музыка.
По мнению ряда искусствоведов и музыкантов, начало XXI века в академическом музыкальном искусстве также характеризуется глубоким художественным кризисом, снижением интереса публики к творчеству академических композиторов, застоем утративших априорную новизну авангардных направлений, продолжительным поиском и отсутствием значимых новых тенденций, переходом от самого понятия музыки в её обычном понимании к так называемому саунд-арту — звуковому искусству, где на первом плане стоит создание звуковых ландшафтов, звукового дизайна, живописи звуком, а также графическая и зрелищная составляющая.
Заметное влияние на академическую музыку в XXI веке оказывают, в том числе, современные технологии, включая Интернет, VST и как следствие — возможности и простота смешения электронного и «живого» звучания.

## Основные тенденции
Полистилизм (или музыкальный эклектизм) является всё более возрастающей тенденцией в музыке XXI века, сочетая в себе элементы разнообразных музыкальных жанров и композиторских техник в едином и согласованном произведении. В октябре 2009 года журнал BBC Music Magazine опросил ряд европейских и американских композиторов о последних тенденциях в западной классической музыке. По общему мнению, выявленному в ходе опроса, «неопределенная стилистика не способствует развитию искусства, и индивидуальный стиль следует поощрять». В числе опрошенных были Брайан Фёрнихоу, Майкл Найман, Джон Адамс, Джонатан Харви, Джулиан Андерсон, Джон Тавенер. Работы каждого из этих авторов представляют собой различные аспекты музыки XXI столетия, но все эти композиторы пришли к заключению: «современная музыка слишком разнообразна, чтобы её можно было классифицировать». В частности, французский композитор Дютийё заявил, что «сейчас нет разделения на серьёзную и популярную музыку, есть только хорошая или плохая». Продолжают набирать силу разрозненные тенденции к возвращению функциональной гармонии, лежащей в основе музыкальных произведений — неотонализм (или пантонализм).
Джулиан Андерсон сочетает в своих композициях элементы из разных музыкальных жанров и практик, в частности — элементы модернизма, спектральной музыки и электронной музыки в сочетании с элементами народной музыки Восточной Европы. Тавенер, другой британский композитор, сообщил, что черпает вдохновение из восточной мистики и музыки Православной Церкви.
Основоположник течения «новой сложности», английский композитор Брайан Фёрнихоу, написал ряд произведений, которые ссылаются на композиторов прошлого. В частности, его Dum transisset основан на произведениях для виолы композитора XVI века Кристофера Тая, а четвёртый струнный квартет имеет отсылки к творчеству Шёнберга. Его опера «Время Теней» (либретто Чарльза Бернстайна), премьера которой состоялась в Мюнхене в 2004 году, основана на жизни немецкого философа Вальтера Беньямина.

## Российская академическая музыка
Существующие в западной музыке полистилистические тенденции находят отражение и в творчестве современных российских композиторов (в первую очередь — камерных жанров — Корндорф, Екимовский, Судзиловский), демонстрируя весь диапазон авторского музыкального мышления и применяемого музыкального материала. Эстетически — это шкала от утрирования вековых традиций (необарокко) до авторской фантазии, не подкреплённой никаким предшествующим опытом, от жанровой каноничности до неканоничности, от концертности до театральности, от академичности до авангардизма. Тем не менее, устоявшейся принята позиция о негативности эстетики постмодернизма, усиливающая разрыв академической музыки с мелодической базой «легких» жанров и потерю жанровых и стилевых связей со слушательскими ожиданиями массовой публики. Атематическая, атональная композиция (Родион Щедрин, Борис Тищенко), закрепившаяся в качестве правила в музыке XX века, продолжает оставаться принятой эстетической нормой в большинстве случаев.
С другой стороны, «новая простота», неоклассика и неоромантизм, созвучные многим российским композиторам последней трети ХХ — начала XXI веков, демонстрируют те же тенденции к широте, богатству и разнообразию музыкального языка, что и полистилистика, кроме того, выявляя плюрализм как общее состояние современной культуры, сохранившей тенденцию к усилению дифференциации на так называемое «элитарное» и популярное искусство.
Как и в зарубежной музыке, отмечается возрастающая актуальность возвращения в том или ином новом качестве функциональной гармонии и тематических систем, с привлечением разнообразного народного музыкального материала (в частности — в творчестве Сергея Слонимского,Софии Губайдулиной) и ладовых систем с их последующим развитием в иных направлениях интонационной и ритмической лексики в соответствии с новыми идеями музыкального содержания.

## Мультимедиа и музыка
В 2008 году компания Google заказала у китайского композитора Тань Дунь сочинение Интернет-симфонии № 1 — «Героической», для её последующего исполнения симфоническим оркестром YouTube. Этот проект использовал Интернет для привлечения новых членов оркестра, и конечный результат был составлен компиляцией присланных видеозаписей участников, премьера которого состоялась на YouTube во всем мире.
Произведение В течение семи дней (2008) композитора Томаса Адеса было написано для фортепиано, оркестра и шести видеоэкранов.